# Monastère Santa Giulia
Le monastère Santa Giulia (en français : Sainte Julie), est un ancien monastère situé à Brescia, en Lombardie, dans le Nord de l'Italie. Dans son complexe se trouve également l'église San Salvatore (Saint-Sauveur).

## Description
Il est intégré aux sept sites listés dans « Les Lombards en Italie. Lieux de pouvoir (568-774 après J.-C.) » par l'UNESCO avec l'aire archéologique du forum romain dans la même ville. Ce monastère est construit en 753 par Didier de Lombardie. L'endroit est le lieu d'exil de Désirée de Lombardie, fille de Didier de Lombardie et épouse de Charlemagne, après l'annulation de leur mariage en 771.

### Basilique San Salvatore
Elle date du IXe siècle environ, est composée d'une seule nef et de deux absides. Elle se trouve sur une église préexistante, qui avait une seule nef et trois absides, et qui fut elle-même construite sur un édifice romain datant du Ier siècle avant J.-C., détruit au Ve siècle. Le clocher, construit aux XIIIe siècle, est orné de fresques de Romanino. L'intérieur de la basilique abrite des fresques de Paolo da Cailina le Jeune, ainsi que d'autres de l'époque carolingienne. Le presbytère (transformé au XVIe siècle) est un ancien chœur de religieuses construit en 1466.

### Oratoire de Santa Maria in Solario
Il est ajouté au XIIe siècle. Il a un plan carré. Le pilier central qui soutient la voûte du rez-de-chaussée utilise comme base un autel romain dédié au Soleil. Le deuxième étage est décoré de scènes de la vie de Jésus.

### Église Santa Giulia

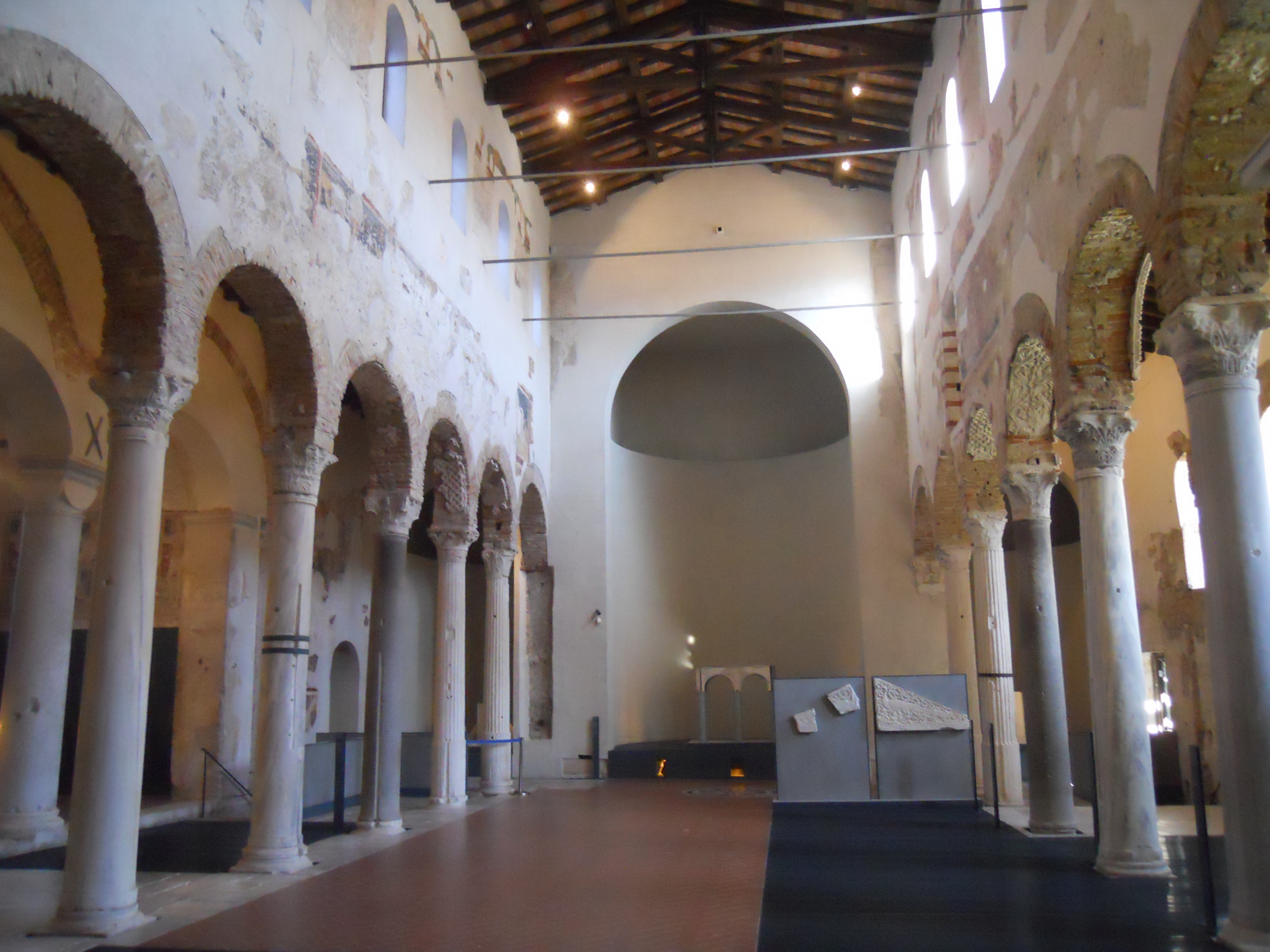
Intérieur de l'église San Salvatore.

Elle date du XVIe siècle, et sert depuis de musée et de centre de conférences. Le musée abrite des objets anciens datant de l'âge du bronze à l'époque romaine, ainsi que des pièces très intéressantes de l'âge du fer. Parmi elles, on trouve[style à revoir] le coffret en ivoire de Brescia du IVe siècle et le diptyque de Boèce. On y trouve[style à revoir] également un plan montrant probablement l'apparence du centre romain à l'époque de l'empereur Vespasien. La section médiévale du musée abrite une croix processionnelle qui aurait appartenu à Desiderius (mais qui est probablement un peu plus tardive). 
On y trouve[style à revoir] également des vestiges architecturaux de bâtiments locaux aujourd'hui détruits, comme des fresques du Broletto de la ville , une statue de sainte Faustine[Laquelle ?] et un cycle de fresques de Moretto da Brescia.